# Pilinurgus hirtus
Pilinurgus hirtus är en skalbaggsart som beskrevs av Hippolyte Louis Gory och Achille Rémy Percheron 1833. Pilinurgus hirtus ingår i släktet Pilinurgus och familjen Cetoniidae. Inga underarter finns listade i Catalogue of Life.